# Плавання на відкритій воді на Чемпіонаті Європи з водних видів спорту 2022 — командні змагання
Змагання з плавання на відкритій воді у командних змаганнях на Чемпіонаті Європи з водних видів спорту 2022 відбулись 21 серпня.

## Результати[3]
| Місце | Країна    | Плавці                                                                  | Час       |
| ----- | --------- | ----------------------------------------------------------------------- | --------- |
| 1     | Італія    | Ракеле Бруні Жіневра Таддеуччі Грегоріо Пальтріньєрі Доменіко Ачеренца  | 59:43.1   |
| 2     | Угорщина  | Река Рогач Анна Олас Девід Бетлехем Кріштоф Рашовскі                    | 59:53.9   |
| 3     | Франція   | Маделон Катто Орелі Мюллер Логан Фонтен Марк-Антуан Олів'є              | 1:00:08.3 |
| 4     | Іспанія   | Марія де Вальдес Анджела Мартінез Карлос Гарач Гуіллем Пуйоль Бельмонте | 1:00:24.6 |
| 5     | Німеччина | Ліа Бой Леоні Бек Лінус Шведлер Олівер Клемет                           | 1:00:43.8 |